# Christoph Regelsberger
Johann Christoph Regelsberger oder Regelsperger (auch J. Christoph Regelsberger; * 23. September 1734 in Statzendorf; † 21. Dezember 1797 in Wien) war ein österreichischer Jesuit und Dichter.

## Leben
Regelsberger absolvierte das Kremser Gymnasium. 1751 trat er in den Jesuitenorden ein. Er studierte an der Universität Wien Philosophie und an der Universität Graz Theologie. Dabei erlangte er einen Bakkalaureusgrad in Theologie und wurde zum Doktor der Philosophie promoviert. Nach seinem Studium erhielt er eine Stelle als Gymnasiallehrer. Er unterrichtete in Marburg an der Drau die Humaniora. 
Regelsberger kam nach Wien. Dort wurde er Präfekt der Theresianischen Ritterakademie und zugleich Lehrer der deutschen Sprache. Später unterrichtete er über sechs Jahre am Akademischen Gymnasium sowie über 24 Jahre am Gymnasium bei St. Anna in Wien, unter anderem die schönen Wissenschaften.
Regelsberger hatte ab 1768 zu seinen Aufgaben als Gymnasiallehrer die Professur der Dichtkunst an der Universität Wien inne. Er behielt seine Ämter auch nach Aufhebung des Jesuitenordens. Regelsberger verfasste bis ins hohe Alter verschiedene Schriften in deutscher und lateinischer Sprache. Weitere Schriften sind als Manuskript erhalten.

## Werke (Auswahl)
- Panegyricus Divis Martyribus Cosmae et Damiano, Wien 1759.
- Hochzeitslied auf die Vermälung Joseph’s II. mit Josepha von Bayern, Wien 1765.
- Gedichte auf die Abwesenheit und Ankunft Seiner Kaiserlichen Majestät Josephs des zweyten, Trattner, Wien 1769.
- Auf den Tod Gellerts, Trattner, Wien 1770.
- Auf die Ankunft Ihrer königlichen Hoheiten Leopolds und Luisen, Trattner, Wien 1770.
- Auf Rabeners Tod: Tröstungsgesang an Sachsen, Bernardi, Wien 1771.
- Auf den Tod Sr. Fürstlichen Durchlaucht Joseph Wenzel, Regierer des Hauses von und zu Lichtenstein, Trattner, Wien 1772.
- Kurze, deutliche, gründliche Anleitung zur Rechnungskunst und Algebra, Gerold, Wien 1779.
- An die Marianische Versammlung unter dem Titel Mariä Himmelfahrt am Tage des zweyhundertjährigen Jubelfestes, Schmidt, Wien 1779.
- Prosodia seu de Syllabarum dimensione versu breviore et lucidiore scripta et exemplis illustrata, Wien 1784.
- Horazens Dichtkunst in neu entdeckter Ordnung: das vollkommenste Lehrgedicht, ein Meisterstück der Nachahmungskunst und Kürze. Lateinisch nach einer achthundertjährigen Handschrift; übersetzt in eben dieselbe Versart mit Commentar, Anmerkungen und Lesearten und einem Auszuge aus Aristoteles’ Dichtkunst, Schrämbl, Wien 1797.